# Ильяс Васипов
Ильяс Васипов (1974—2016) — журналист, работал на ВГТРК, НТВ и «Пятом канале». Оказал влияние на целое поколение петербуржских журналистов.
До прихода на телевидение публиковался в газете «Смена» с конца 80-х.
В 1998—2001 работал на канале НТВ. Занимался телепрограммой «Сегодня в СПб», был главредом «Сегоднячко-Питер». Позднее работал над информационно-аналитической программой «Петербургский час», снимал спецрепортажи для ТРК «Петербург», занимался для него документальными проектами.
В 2002—2004 работал в Москве на канале «Россия». Один из создателей программы «Вести. Дежурная часть». В 2004 году вернулся в Санкт-Петербург, где работал на Пятом канале. Был главным редактором газеты Pulse.
Проживал в Петроградском районе Санкт-Петербурга.
19 июня 2016 года был найден мёртвым в своей квартире без признаков насильственной смерти. Скончался от сердечно-лёгочной недостаточности. Похоронен на Южном кладбище.

## Газета «999»
В 2006-2008 Васипов издавал ежемесячную газету «999» с подзаголовком «для пьющих интеллектуалов». Газета выходила в формате A3 и освещала мировые и городские новости в юмористическом ключе. В ней публиковались также рассказы, эссе, карикатуры, интервью и мнения интернет-пользователей. Гемероним объясняется тем, что печатное издание тиражом менее 1000 экземпляров, согласно 12 статье Закона о СМИ, можно было выпускать без официальной регистрации.
Первый номер вышел 13 июля 2006 г. На следующий день издание всё-таки зарегистрировали в УФС по надзору за соблюдением законодательства в сфере массовых коммуникаций (С 2008 года — Роскомнадзор). Через год тираж вырос до 5000.
«999» затрагивала темы алкоголя, музыки, искусства, мужской и женской психологии и другие. В числе постоянных авторов были Александр Лушин («Препинаки»), панк-журналист Вадим Шарапов, Джордж Гуницкий («Аквариум»), и Иннокентий Волкоморов («Посторонним В.»). В создании газеты принимали участие также итальянские и американские журналисты. Среди давших интервью Борис Гребенщиков и писательница Татьяна Москвина.
Газета сперва выпускалась и распространялась бесплатно в узком кругу заведений, в том числе в клубах «Платформа» и «Грибоедов». Со временем возник издательский дом «Горе от ума» и планы (неосуществлённые) довести тираж до 10 000 экземпляров.
Последний номер вышел в июне 2008-го. По словам Васипова, выйти на самоокупаемость так и не удалось.